# An Cư, Cái Bè
An Cư là một xã thuộc huyện Cái Bè, tỉnh Tiền Giang, Việt Nam.

## Địa lý
Xã An Cư tiếp giáp xã Hậu Thành ở phía tây, tiếp giáp xã Mỹ Hội ở phía bắc, tiếp giáp xã Đông Hòa Hiệp ở phía nam, tiếp giáp xã Phú An của huyện Cai Lậy ở phía đông.
Các sông, kênh, rạch chảy qua địa bàn xã gồm: Kênh 8, kênh Cầu Ngang, rạch Hai Hựu, rạch Mả Voi.

## Hành chính
Xã An Cư có diện tích 11,43 km², dân số năm 2003 là 13.733 người, mật độ dân số đạt 1.201 người/km².
Xã bao gồm 5 ấp: An Bình, An Hòa, An Thái, An Thiện, Mỹ Hòa.

## Kinh tế – Xã hội

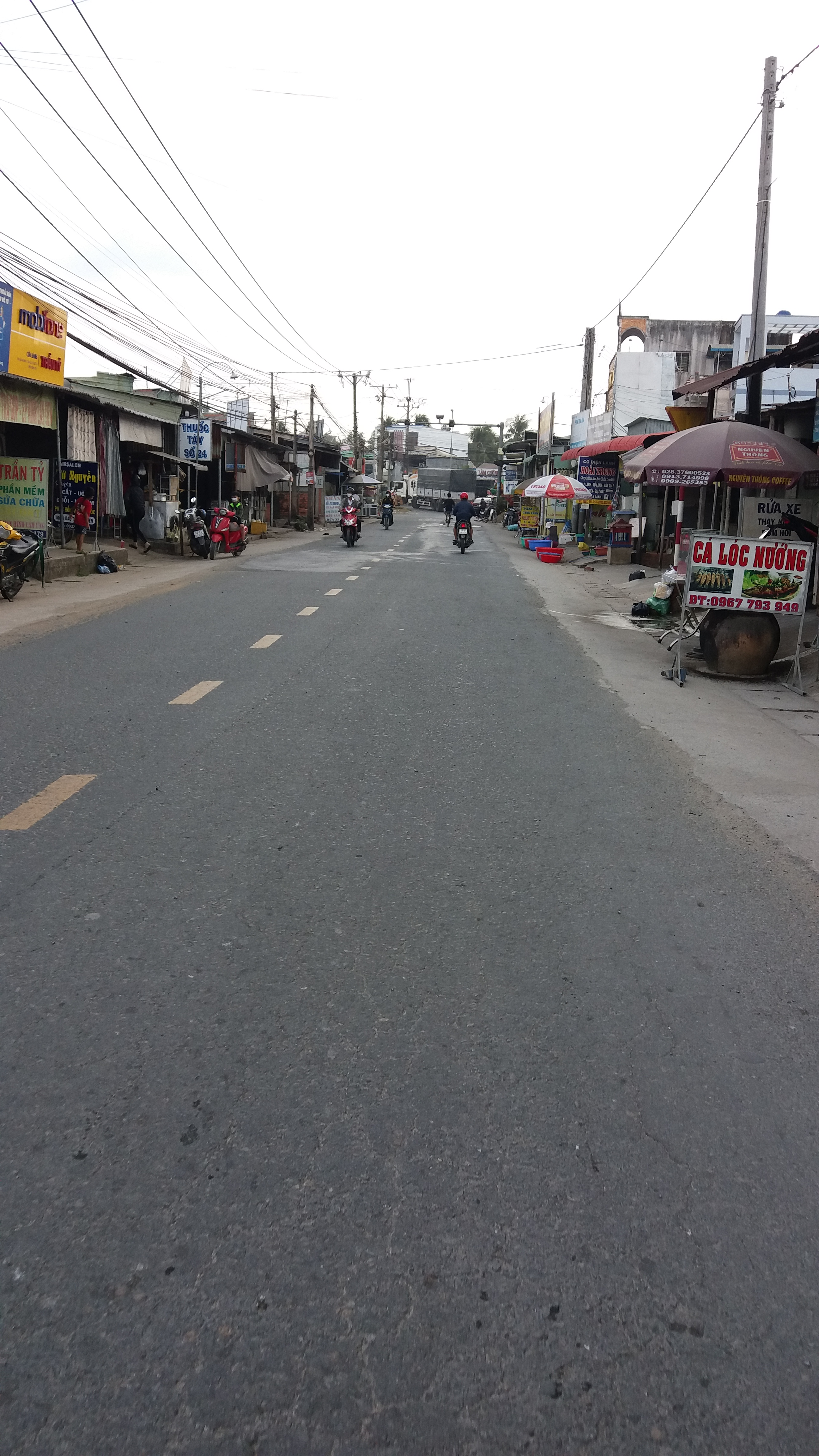
Khu vực Ngã ba An Cư nhìn từ Tỉnh lộ 869, tháng 1 năm 2022.

Trung tâm mua bán là chợ gạo Bà Đắc, là chợ gạo lớn nhất đồng bằng sông Cửu Long. Chợ giao dịch hơn 2 triệu tấn gạo mỗi năm. Chợ khác là chợ An Bình, chợ An Cư, chợ An Thái, mua bán đa dạng mặt hàng. Chợ An Bình nằm sát dốc cầu An Cư, còn chợ An Cư mới thành lập vào năm 2011 để nhằm di dời chợ An Bình về đây, giải tỏa áp lực giao thông trên Quốc lộ 1. Chợ An Thái nằm ngay Ngã ba Cái Bè.